# 전기현 (1909년)
전기현(全基炫, 1909년 ~ ?)은 일제강점기의 대중음악 작곡가이다.

## 생애
신상에 대해서는 거의 알려진 바가 없다. 1930년대 초반부터 작곡 활동을 시작하여 1940년대까지 실력 있는 작곡가로 명성을 떨쳤다. 경성방송국에서 홍난파와 함께 연주 활동을 하고 만주까지 순회하는 악단에도 참여했다. 30대의 나이로 요절한 것으로 알려져 있다.
1933년 왕수복의 〈고도의 정한〉, 1934년에는 강홍식이 부른 〈조선타령〉을 작곡하는 등 포리돌레코드와 콜롬비아레코드에서 많은 인기를 누리며 활동했다. 작사가 유도순, 박영호와 주로 호흡을 맞춰 〈수양버들〉(1936)과 같은 신민요풍의 노래를 많이 발표했다. 백년설은 〈나그네 설움〉으로 일약 대형 스타가 되기 전에 전기현 작곡의 〈유랑극단〉을 불렀고, 〈선창〉의 고운봉도 1939년 전기현이 작곡한 〈국경의 부두〉로 데뷔해 주목을 받았다.
1941년에는 태평레코드에 입사했다. 이 무렵 작곡한 노래로 중국 민요를 번안한 〈야루강 춘색〉과 당시로서는 보기 드물던 블루스 곡인  〈선창의 부르스〉가 있다. "갑돌이와 갑순이가 한 마을에 살았더래요"라는 가사로 시작하며 전래민요로 알려진 김세레나의 〈갑돌이와 갑순이〉도 원곡은 전기현 작곡으로 발표된 〈온돌야화〉이다.
중일 전쟁과 태평양 전쟁 시기에 군국 가요 작곡에 참여했다. 대표적인 노래가 시인 김억이 작사한 〈정의의 행진〉(1939)이다. 참전 군인들의 무운장구를 기원하며 "평화의 빛 천지에 가득히" 차는 중일 전쟁을 찬양하는 내용이다. 1943년에 《매일신보》 공모전에 당선된 가사로 만든 〈어머니의 기원〉 역시, 야스쿠니 신사에서 전사한 아들의 영혼과 대화하는 어머니를 부러워하며 태평양 전쟁에 참전한 아들이 살아 돌아오기를 바라지 않는다는 노골적인 내용을 담고 있다.
2008년 민족문제연구소가 선정한 친일인명사전 수록예정자 명단 중 음악 부문에 포함되었다.

## 참고자료
- 이준희 (2003년 8월 11일). “일제 침략전쟁에 동원된 유행가, ‘군국가요’ 다시 보기 (10)”. 오마이뉴스. 2008년 5월 22일에 확인함.